# 자기동일성

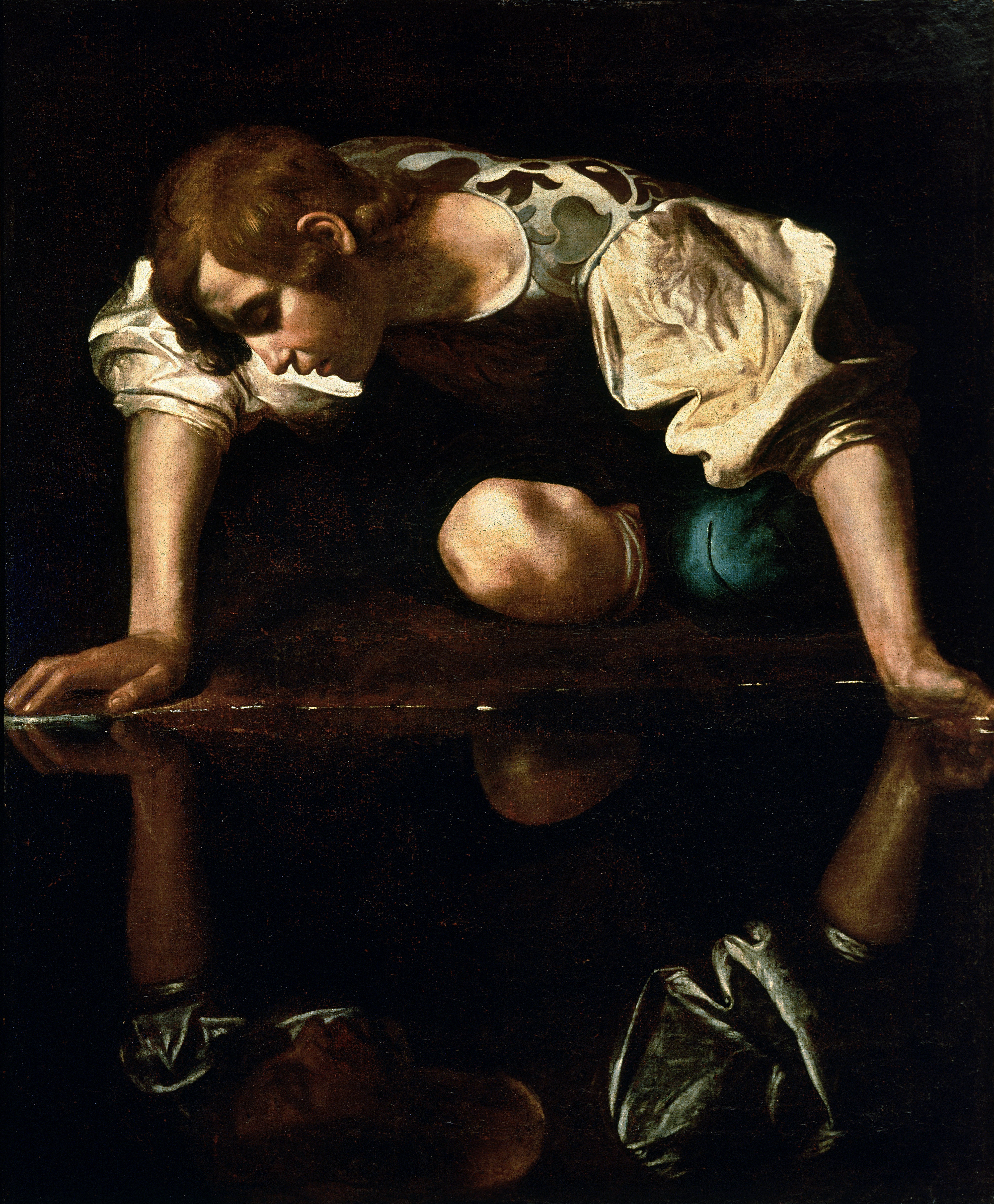
나르키소스를 그린 카라바조의 그림. 자신의 반사된 모습에 사랑에 빠진 뒤 물을 주시하고 있다.

자기동일성(identity)은 인격체나 집단을 특징짓는 자질, 신념, 성격 특성, 외모의 집합이다.
자기동일성은 아이들이 자아개념을 이해하기 시작하면서 아동기에 나타나며, 삶의 다양한 단계에 걸쳐 일관된 측면으로 남아있다. 자기동일성은 사회적, 문화적 요인과 다른 사람들이 개인의 특성을 어떻게 인식하고 인정하는지에 따라 형성된다. 라틴어 명사 identitas에서 유래한 "자기동일성"이라는 용어의 어원은 개인의 "다른 사람과의 동일성"을 강조한다. 자기동일성은 직업적, 종교, 국가적, 민족성 또는 인종적, 성정체성, 교육적, 세대적, 정치적 자기동일성 등 다양한 측면을 포함한다.
자기동일성은 의미, 방향, 자기 통제감을 제공하는 "자기 조절 구조"로서 여러 기능을 수행한다. 이는 내적 조화를 촉진하고 행동의 나침반 역할을 하여 개인이 미래를 향하고 장기적인 목표를 설정할 수 있도록 한다. 활성 프로세스로서, 자기동일성은 개인이 삶의 사건에 적응하고 웰빙 상태를 달성하는 능력에 깊이 영향을 미친다. 그러나 자기동일성은 가족 배경이나 민족성과 같이 개인이 거의 또는 전혀 통제할 수 없는 특성이나 속성에서 비롯된다.
사회학에서는 사회학자들이 집단 정체성에 중점을 두는데, 여기서 개인의 자기동일성은 역할 행동 또는 그들을 정의하는 집단 구성원의 총합과 강하게 연결된다. 피터 버크에 따르면, "자기동일성은 우리가 누구인지 알려주고, 다른 사람들에게 우리가 누구인지 공표한다." 자기동일성은 그 다음으로 행동을 유도하여 "아버지"는 "아버지"처럼 행동하고 "간호사"는 "간호사"처럼 행동하게 한다.
심리학에서 "자기동일성"이라는 용어는 개인이 고유하게 만드는 독특한 자질이나 특성인 정체성을 설명하는 데 가장 일반적으로 사용된다. 자기동일성은 자아개념, 자아상 (자신에 대한 정신 모델), 자아존중감, 그리고 개인성과 강하게 연관된다. 개인의 자기동일성은 상황에 따라 달라지지만, 상황에 적응하며 변화한다. 이러한 유동적인 특성에도 불구하고, 자기동일성은 개인의 정체성 (지속적이고 영속적인 자기 자신이라는 느낌)에 기반을 두기 때문에, 개인을 정의하는 안정적이고 보편적인 범주처럼 느껴지곤 한다.

## 사용법
마크 마조워는 1998년에 다음과 같이 언급했다: "1970년대 어느 시점에 이 용어("자기동일성")는 사회심리학에서 빌려와 사회, 국민 및 집단에 무분별하게 적용되었다."

## 심리학에서
에릭 에릭슨 (1902–94)은 자기동일성에 명시적인 관심을 가진 최초의 심리학자 중 한 명이다. 에릭슨의 에릭슨의 심리사회 발달의 단계 이론의 본질적인 특징은 자아 자기동일성 (흔히 자기라고 불린다)에 대한 개념이었는데, 이는 개인의 지속적인 개인적 감각으로 묘사된다. 그는 사람들이 성장하면서 삶 전체에서 이러한 느낌을 얻을 수 있으며, 이는 지속적인 과정이라고 제안했다. 자아 자기동일성은 두 가지 주요 특징으로 구성된다: 개인의 개인적 특성 및 발달, 그리고 개인의 자기동일성에 영향을 미치는 사회적 및 문화적 정체성 요인과 역할의 정점이다. 에릭슨의 이론에서 그는 개인의 내면적, 개인적 세계와 외면적, 사회적 세계 간의 갈등으로 특징지어지는 생애 주기 동안 8가지 뚜렷한 단계를 설명한다. 에릭슨은 자기동일성 갈등이 주로 청소년기에 발생한다고 보았으며, 이 갈등에 대처하는 방식에 따라 잠재적인 결과를 설명했다. 어린 시절의 동일시를 재종합하지 못하는 사람들은 '자기동일성 확산' 상태에 있는 것으로 간주되는 반면, 주어진 자기동일성을 의문 없이 유지하는 사람들은 자기동일성을 '압류'한 것이다. 에릭슨의 일부 해석에 따르면, 강력한 자아 자기동일성의 발달은 안정적인 사회와 문화에 대한 적절한 통합과 함께 전반적으로 더 강력한 자기동일성 감각으로 이어진다. 따라서 이러한 요인 중 어느 하나라도 부족하면 자기동일성 위기 또는 혼란의 가능성이 증가할 수 있다.
"신에릭슨주의" 자기동일성 상태 패러다임은 주로 제임스 마르시아의 작업에 의해 1966년에 등장했다. 이 모델은 탐색과 헌신의 개념에 초점을 맞춘다. 핵심 아이디어는 개인의 자기동일성 감각이 개인이 특정 탐색을 어느 정도 했는지, 그리고 그 탐색이나 특정 자기동일성에 대한 헌신이 어느 정도인지에 따라 크게 결정된다는 것이다. 사람은 탐색과 헌신 모두에서 상대적인 약점 또는 강점을 보일 수 있다. 범주를 할당할 때 네 가지 가능한 결과가 있었다: 자기동일성 확산, 자기동일성 압류, 자기동일성 모라토리엄, 자기동일성 성취. 확산은 개인이 탐색과 헌신을 모두 피하거나 거부하는 경우이다. 압류는 개인이 특정 자기동일성에 대한 헌신을 하지만 다른 옵션을 탐색하지 않는 경우에 발생한다. 자기동일성 모라토리엄은 개인이 헌신을 피하거나 연기하지만 여전히 자신의 옵션과 다른 자기동일성을 적극적으로 탐색하는 경우이다. 마지막으로, 자기동일성 성취는 개인이 많은 가능성을 탐색하고 자신의 자기동일성에 헌신한 경우이다.
비록 자기는 자기동일성과 구별되지만, 자기 심리학 문헌은 자기동일성이 어떻게 유지되는지에 대한 통찰력을 제공할 수 있다. 자기 심리학의 관점에서 보면 두 가지 흥미로운 영역이 있다: 자기가 형성되는 과정 ("I")과 자기도식을 구성하는 자아개념의 실제 내용 ("Me")이다. 후자의 분야에서 이론가들은 자기개념을 자아존중감과 관련시키는 것, 자기 지식을 조직하는 복잡하고 단순한 방식의 차이, 그리고 이러한 조직 원리와 정보 처리 간의 연결에 관심을 보여왔다.
와인라이히의 자기동일성 변형은 자기동일성 확산, 폐쇄, 위기의 범주를 유사하게 포함하지만, 강조하는 바는 다소 다르다. 예를 들어, 자기동일성 확산의 경우, 최적 수준은 규범으로 해석되는데, 개인이 타인과의 모든 갈등적인 동일시를 해결할 것을 기대하는 것은 비현실적이기 때문이다. 따라서 규범보다 훨씬 높거나 낮은 수준의 개인에게 주의해야 한다. 즉, 높은 확산 수준을 보이는 개인은 확산된 것으로 분류되고, 낮은 수준을 보이는 개인은 폐쇄되거나 방어적인 것으로 분류된다. 와인라이히는 생애 경험과 다양한 맥락에 놓인 갈등적인 동일시의 해결을 통해 한 상태에서 다른 상태로의 전환을 허용하는 틀에서 자기동일성 변형을 적용한다. 예를 들어, 가족 해체를 겪는 청소년은 한 상태에 있을 수 있지만, 나중에 안정적인 결혼 생활과 안정된 직업 역할을 가질 때는 다른 상태에 있을 수 있다. 따라서 연속성이 있지만, 또한 발달과 변화도 있다.
랭의 자기동일성 정의는 에릭슨의 정의를 밀접하게 따르며, 경험된 자기의 과거, 현재, 미래 구성 요소를 강조한다. 그는 또한 "자기의 메타 관점", 즉 타인이 자기를 보는 방식에 대한 자기의 인식을 발전시켰는데, 이는 신경성 식욕부진증과 같은 임상 환경에서 극히 중요하다고 밝혀졌다. 해리 또한 자기/자기동일성의 구성 요소를 개념화하는데, "인격체"(자신과 타인에게 고유한 존재)와 함께 자기의 측면(생활사 등 자신의 특성에 대한 믿음을 포함한 속성의 총체) 및 타인에게 보여지는 개인적 특성을 포함한다.

## 사회심리학에서
일반적인 수준에서 자기 (심리학)은 개인적인 자기가 사회 환경과 어떻게 관련되는지 탐구한다. 사회심리학 이론은 집단 내 개인의 행동을 정신적 사건과 상태의 관점에서 설명한다. 그러나 일부 사회학 이론은 개별 인식과 집단 행동 수준 모두에서 자기동일성 문제를 다루면서 더 나아간다. 전 미국사회학회 회장인 조지 C. 호만스는 집단 결과에 대한 연구에서 사회적 고립이 점차 무작위적이고 예측 불가능한 행동으로 이어진다는 것을 발견했다. 이러한 개념은 1970년대 전환기에 문화 역사가 크리스토퍼 래쉬의 베스트셀러 『나르시시즘의 문화』를 비롯한 여러 학자들에 의해 깊이 탐구되었다.

### 집단 자기동일성
많은 사람들이 자신의 자기동일성 집단에서 긍정적인 자아존중감을 얻으며, 이는 공동체 의식과 소속감을 증진시킨다. 연구자들이 다루려고 시도한 또 다른 문제는 사람들이 차별에 왜 참여하는지, 즉 왜 그들이 "내집단"의 일부라고 여기는 사람들을 외부인으로 간주되는 사람들보다 선호하는 경향이 있는지에 대한 질문이다. 두 질문 모두 사회 자기동일성 전통에서 일하는 연구자들에 의해 광범위한 관심을 받았다. 예를 들어, 사회 자기동일성 이론과 관련된 연구에서는 내집단과 외집단 간의 인지적 구별을 단순히 만들어내는 것만으로도 타인에 대한 사람들의 평가에 미묘한 영향을 미칠 수 있음이 밝혀졌다.
다른 사회 상황 또한 사람들을 다른 자기동일성에 몰입하게 만들며, 이로 인해 어떤 사람들은 소외감을 느끼고, 다른 집단과 자기 동일시 사이를 전환하거나, 특정 자기동일성 구성 요소를 재해석하게 될 수 있다. 이러한 다른 자아는 사람들이 되고 싶어 하는 모습(이상적인 자아)과 다른 사람들이 그들을 보는 방식(제한된 자아) 사이에서 이분화된 구성된 이미지를 낳는다. 교육 배경과 직업적 지위 및 역할은 이러한 면에서 자기동일성 형성에 큰 영향을 미친다.

### 자기동일성 형성 전략
사회심리학에서 또 다른 흥미로운 문제는 개인이 사회 세계에 적응하기 위해 사용할 수 있는 특정 자기동일성 형성 전략이 있다는 개념과 관련이 있다. 코트와 레빈은 개인이 가질 수 있는 다양한 행동 방식을 조사하는 유형론을 개발했다. 그들의 유형론은 다음과 같다.
| 유형   | 심리적 징후                                                               | 성격 징후                                                     | 사회적 징후                                                                  |
| ------ | ------------------------------------------------------------------------- | ------------------------------------------------------------- | ---------------------------------------------------------------------------- |
| 거부자 | 성인 역할-도식을 채택하지 못하게 하는 인지적 블록 발달                    | 어린아이 같은 행동을 함                                       | 타인에게 광범위하게 의존하며 성인 공동체와 의미 있는 관계를 맺지 못함        |
| 방랑자 | 거부자보다 더 많은 심리적 자원 보유 (즉, 지능, 카리스마)                  | 심리적 자원 적용에 무관심함                                   | 성인 공동체와 의미 있는 관계나 헌신이 없음                                   |
| 탐색자 | 높은 개인적, 사회적 기대치로 인한 불만족감                                | 공동체 내의 불완전함에 대한 경멸감 표출                       | 역할 모델과 어느 정도 상호작용하지만, 궁극적으로 이러한 관계는 포기됨        |
| 수호자 | 명확한 개인적 가치와 태도를 가지고 있지만, 변화에 대한 깊은 두려움도 있음 | 개인적 자기동일성 감각이 사회적 자기동일성 감각에 거의 소진됨 | 사회적 자기동일성에 대한 극도로 경직된 감각과 성인 공동체에 대한 강한 동일시 |
| 해결자 | 의식적으로 자기 성장을 열망                                               | 개인적 기술과 역량을 받아들이고 적극적으로 사용               | 자기 성장의 기회를 제공하는 공동체에 반응함                                  |

케네스 거겐은 전략적 조작자, 파스티슈 인격체, 관계적 자아를 포함한 추가적인 분류를 정립했다. 전략적 조작자는 모든 자기동일성 감각을 단지 역할극 연습으로 간주하기 시작하고, 점차 자신의 사회적 자아로부터 소외되는 사람이다. 파스티슈 인격체는 진정한 또는 "본질적인" 자기동일성에 대한 모든 열망을 버리고, 대신 사회적 상호작용을 그들이 연기하는 역할을 수행하고 따라서 그 역할이 되는 기회로 간주한다. 마지막으로, 관계적 자아는 사람이 배타적인 자기 감각을 모두 버리고, 모든 자기동일성 감각을 타인과의 사회적 관계의 관점에서 보는 관점이다. 거겐에게 이러한 전략들은 단계별로 서로 뒤따르며, 포스트모던 문화의 인기 증가와 통신 기술의 발전과 연관되어 있다.

## 사회인류학에서
인류학자들은 자기동일성이라는 용어를 에릭 에릭슨의 방식과 유사하게 자아 개념을 지칭하는 데 가장 자주 사용해 왔다. 이는 개인을 타인과 구별시키는 독특성과 개성에 기반한 속성들이다. 자기동일성은 1970년대 민족성과 사회운동에 대한 현대적 관심이 대두되면서 인류학자들에게 더욱 흥미로운 주제가 되었다. 이는 사회학적 사고의 흐름에 따라 개인이 전체 사회적 맥락에 영향을 받고 기여하는 방식을 이해하게 되면서 더욱 강화되었다. 동시에 에릭슨의 자기동일성 접근법은 여전히 유효하여, 자기동일성은 최근까지도 개인의 타인과의 연결 및 특정 집단과의 관계에서 유사성을 지칭하는 방식으로 주로 사회-역사적으로 사용되어 왔다.
첫 번째는 자아 의식과 집단 소속감을 공통 혈통과 공통 생물학적 특성과 같은 객관적인 기준으로 정의되는 고정된 것으로 간주하는 원시주의적 접근 방식을 선호한다. 두 번째는 사회 구성주의 이론에 뿌리를 두고 있으며, 자기동일성은 특정 특성에 대한 주로 정치적인 선택에 의해 형성된다는 견해를 취한다. 그렇게 함으로써, 자기동일성이 고정된, 소위 객관적인 기준에 의해 특징지어지는 자연적인 부여물이라는 생각을 의문시한다. 두 가지 접근 방식 모두 계급, 인종, 민족성 문제에 대한 논쟁으로 특징지어지는 각자의 정치적, 역사적 맥락에서 이해되어야 한다. 비록 비판을 받아왔지만, 이들은 오늘날 자기동일성의 개념화 접근 방식에 계속해서 영향을 미치고 있다.
'자기동일성'에 대한 이러한 다양한 탐구는 이 개념이 얼마나 파악하기 어려운지를 보여준다. 자기동일성은 가상적인 것이므로 경험적으로 정의하는 것은 불가능하다. 자기동일성에 대한 논의에서는 이 용어를 근본적이고 영원한 유사성에서부터 유동성, 우연성, 협상된 것 등 다양한 의미로 사용한다. 브루베이커와 쿠퍼는 많은 학자들이 자기동일성을 실천의 범주와 분석의 범주로 혼동하는 경향이 있음을 지적한다. 실제로 많은 학자들은 자기동일성이라는 개념이 현실로 구체화되는 메커니즘을 고려하기보다는 위에서 언급된 틀을 따르며 자기동일성에 대한 자신들의 선입견을 따르는 경향을 보인다. 이러한 환경에서 브루베이커와 쿠퍼 같은 일부 분석가들은 이 개념을 완전히 없애자고 제안하기도 했다. 반면에 다른 학자들은 인간의 사회적 자기 표현의 역동적이고 유동적인 특성을 포착하기 위해 대안적인 개념을 도입하려고 노력해 왔다. 예를 들어, 스튜어트 홀은 다양하고 끊임없이 변화하는 사회적 경험의 현실을 고려하여 자기동일성을 과정으로 다룰 것을 제안한다. 일부 학자들은 동일시라는 개념을 도입했는데, 이에 따르면 자기동일성은 개인이 '식별'하고 해석하는 다양한 구성 요소로 이루어진 것으로 인식된다. 개인적인 자아의 구성은 누구와 무엇을 연관시킬지에 대한 개인적인 선택을 통해 이루어진다. 이러한 접근 방식은 사회적 상호작용과 자기동일성 구성에서 개인의 역할을 인정한다는 점에서 해방적이다.
인류학자들은 연구 초점을 전환함으로써 논쟁에 기여했다. 이 분야에서 경험적 연구를 수행하려는 연구자에게 첫 번째 과제 중 하나는 적절한 분석 도구를 식별하는 것이다. 여기서는 경계 개념이 자기동일성이 어떻게 작동하는지 보여주는 데 유용하다. 바트가 민족성에 대한 접근 방식에서 조사에 대한 비판적 초점을 "그룹을 둘러싸는 문화적 요소보다는 그룹을 정의하는 민족적 경계"로 옹호했던 것처럼, 코헨과 브레이와 같은 사회 인류학자들은 분석 연구의 초점을 자기동일성에서 동일시 목적으로 사용되는 경계로 전환했다. 만약 자기동일성이 동일시를 위해 사용되는 역동적인 과정과 표식이 드러나는 일종의 가상 공간이라면, 경계는 이 가상 공간이 구축되는 틀을 제공한다. 그들은 공동체 소속감이라는 아이디어가 개별 구성원에 의해 어떻게 다르게 구성되고, 그룹 내 개인이 민족적 경계를 어떻게 인식하는지에 집중했다.
비지시적이고 유연한 분석 도구로서 경계 개념은 사회에서 사람들의 자아 경험을 특징짓는 변화성과 가변성을 매핑하고 정의하는 데 모두 도움이 된다. 자기동일성은 변동성이 크고 유연하며 추상적인 '것'이지만, 그 발현과 발현 방식은 종종 드러난다. 자기동일성은 언어, 복장, 행동 및 공간 선택과 같은 표식을 사용하여 명백해지며, 그 효과는 다른 사회적 존재에 의한 인식에 달려 있다. 표식은 표식 착용자와 표식 지각자 간의 유사점 또는 차이점을 정의하는 경계를 만드는 데 도움이 되며, 그 효과는 의미에 대한 공유된 이해에 달려 있다. 사회적 맥락에서 특정 표식의 중요성에 대한 오해로 인해 오해가 발생할 수 있다. 마찬가지로, 개인이 자기동일성 표식을 사용하여 다른 사람들에게 영향을 미칠 수 있으며, 외부 관찰자가 일반적으로 그러한 추상적인 자기동일성과 연관시킬 수 있는 모든 기준을 반드시 충족하지 않아도 된다.
경계는 다른 사람들이 어떻게 인식하느냐에 따라 포괄적이거나 배타적일 수 있다. 배타적인 경계는 예를 들어, 어떤 사람이 다른 사람의 행동에 제약을 가하는 표식을 채택할 때 발생한다. 반대로 포괄적인 경계는 다른 사람들이 기꺼이 연관될 수 있는 표식을 사용하여 생성된다. 그러나 동시에 포괄적인 경계는 그것이 포함하는 사람들에게 다른 경계 내에서의 포함을 제한함으로써 제약을 가하기도 한다. 한 가지 예로, 다양한 언어를 구사하는 사람들로 가득 찬 방에 새로 온 사람이 특정 언어를 사용하는 경우이다. 어떤 사람들은 이 사람이 사용하는 언어를 이해할 수 있지만, 다른 사람들은 이해하지 못할 수도 있다. 이해하지 못하는 사람들은 새로 온 사람이 이 특정 언어를 사용하는 것을 단지 중립적인 자기동일성 표식으로 받아들일 수 있다. 그러나 그들은 또한 그것을 자신들과 그 사람을 구분하기 위한 배타적인 경계로 인식할 수도 있다. 반면에 새로 온 사람의 언어를 이해하는 사람들은 그것을 포괄적인 경계로 받아들여, 새로 온 사람이 다른 사람들을 배제하고 자신들과 연관시킨다고 생각할 수 있다. 그러나 마찬가지로 새로 온 사람을 이해하지만 다른 언어도 구사하는 사람들은 새로 온 사람의 언어를 말하고 싶지 않아 그들의 표식을 강요적이고 부정적인 경계로 볼 수도 있다. 새로 온 사람이 다른 언어를 알고 있거나 그곳 사람들의 다국어적 특성을 의식하고 존중하는지 여부에 따라 이러한 사실을 알 수도 있고 모를 수도 있다.

## 종교에서
종교적 정체성은 일반적으로 개인이 지니는 신념과 실천의 집합으로, 체계화된 신념과 의례 준수, 그리고 조상이나 문화적 전통, 글, 역사, 신화, 신앙, 신비적 경험에 대한 연구를 포함한다. 종교적 정체성은 공동체적 신앙과 관련된 개인적 실천뿐만 아니라 그러한 신념에서 비롯되는 의례와 소통을 의미한다. 이러한 자기동일성 형성은 부모의 종교적 접촉을 통해 시작되며, 개별화는 개인이 부모와 동일하거나 다른 종교적 정체성을 선택하도록 요구한다.
잃어버린 양의 비유는 예수님의 비유 중 하나이다. 이는 99마리의 양 떼를 두고 길 잃은 한 마리의 양을 찾아 나서는 목자에 대한 이야기이다. 잃어버린 양의 비유는 자기동일성의 재발견을 보여주는 예시이다. 이 비유의 목적은 길 잃은 인간을 상징하는 길 잃은 양을 회복시키는 것에 대한 신성한 반응의 본질을 드러내는 것이다.
기독교 명상은 특정한 인격 형성의 한 형태이지만, 종종 특정 수행자들만이 다양한 형태의 기도와 하나님의 명상을 아는 과정을 설명하는 데 사용된다.
서양 문화에서 개인 및 세속적 자기동일성은 기독교 형성에 깊은 영향을 받았다. 역사를 통틀어 유럽 자기동일성 발전에 기여한 다양한 서구 사상가들은 고전 문화의 영향을 받았으며 그리스 문화와 유대 문화의 요소를 통합하여 필헬레니즘 및 필로세미티즘과 같은 일부 운동으로 이어졌다.

## 함의
자기동일성은 자기 조절, 자아 개념, 개인적 통제, 의미 및 방향을 포함한 여러 기능을 수행하기 때문에 그 함의는 삶의 여러 측면에 얽혀 있다.

### 자기동일성 변화

#### 자기동일성 변화에 영향을 미치는 맥락
자기동일성 변환은 다양한 맥락에서 발생할 수 있으며, 그 중 일부는 다음과 같다.
1. 경력 변화: 개인이 경력 경로 또는 직업적 자기동일성에서 상당한 변화를 겪을 때, 새로운 직업적 맥락 내에서 자신을 재정의하는 도전에 직면한다.[61][62]
2. 성정체성 전환: 성별 불쾌감을 경험하는 개인은 자신의 진정한 성정체성과 삶을 일치시키기 위한 여정을 시작할 수 있다. 이 과정은 진정한 자아를 확립하기 위한 심오한 개인적, 사회적 변화를 수반한다.[63]
3. 국가 이민 (입국): 새로운 국가로 이주하는 것은 낯선 사회 규범에 대한 적응을 필요로 하며, 이는 문화적, 사회적, 직업적 자기동일성의 조정을 야기한다.[64]
4. 기후 이주로 인한 자기동일성 변화: 환경 문제와 강제 이주에 직면하여 개인은 새로운 지리적 위치와 문화적 맥락에 적응하면서 자기동일성의 변화를 경험할 수 있다.[65]
5. 입양: 입양은 대안적인 가족 특성을 탐색하고 입양 경험과 화해하는 것을 수반하며, 이는 개인의 자기동일성에 큰 영향을 미칠 수 있다.[66]
6. 질병 진단: 질병 진단은 자기동일성 변화를 유발하여 개인의 자기 인식을 바꾸고 삶을 헤쳐나가는 방식에 영향을 미칠 수 있다. 또한 질병은 능력의 변화를 초래하여 직업적 자기동일성에 영향을 미치고 적응을 필요로 할 수 있다.[67]

#### 이민과 자기동일성
이민 (입국)과 문화 변용은 종종 사회적 자기동일성의 변화를 초래한다. 이러한 변화의 정도는 개인의 유산 문화와 주최국의 문화 간의 차이, 그리고 새로운 문화의 수용 수준 대 유산 문화의 유지 수준에 따라 달라진다. 그러나 이민과 문화 변용이 자기동일성에 미치는 영향은 개인이 강한 개인적 자기동일성을 가지고 있다면 완화될 수 있다. 이렇게 확립된 개인적 자기동일성은 사회적, 문화적 자기동일성 변환 과정 동안 "닻"의 역할을 하고 "보호적 역할"을 할 수 있다.

#### 직업적 자기동일성
자기동일성은 개인의 삶의 도전을 헤쳐나가고 만족스러운 삶을 가꾸는 능력에 영향을 미치는 지속적이고 역동적인 과정이다. 이 과정에서 직업은 개인이 자신의 자기동일성을 표현하고 유지할 수 있도록 하는 중요한 요소로 부상한다. 직업은 경력이나 직무뿐만 아니라 여행, 자원봉사, 스포츠 또는 돌봄과 같은 활동도 포함한다. 그러나 개인이 질병 등으로 의미 있는 활동에 참여하거나 참여하는 능력에 제약을 받을 때, 이는 자기동일성의 능동적인 과정과 지속적인 발전에 위협이 된다. 사회적으로 비생산적이라고 느끼는 것은 개인의 사회적 자기동일성에 해로운 영향을 미칠 수 있다. 중요한 것은 직업과 자기동일성 간의 관계가 양방향적이라는 점이다. 즉, 직업은 자기동일성 형성에 기여하고, 자기동일성은 직업 선택에 관한 결정을 형성한다. 또한 개인은 본질적으로 자신이 선택한 직업에 대한 통제감을 추구하고, 직업적 자기동일성을 훼손할 수 있는 낙인 찍힌 꼬리표를 피하려고 노력한다.

##### 낙인과 직업적 자기동일성 탐색
직업적 자기동일성 영역에서 개인은 특정 직업과 관련된 낙인을 기반으로 고용에 관한 선택을 한다. 마찬가지로, 이미 낙인 찍힌 직업에 종사하는 사람들은 자신의 경력 경로를 정당화하기 위해 개인적인 합리화를 사용할 수 있다. 직장 만족도 및 전반적인 삶의 질과 같은 요소들이 이러한 결정에 중요한 역할을 한다. 이러한 직업에 종사하는 개인은 자신의 가치와 신념에 부합하는 자기동일성을 형성해야 하는 도전에 직면한다. 사회적 기준이 그들의 일을 "더럽거나" 바람직하지 않다고 낙인찍을 때 긍정적인 자아 개념을 형성하는 것은 더욱 어려워진다. 결과적으로 일부 개인은 오직 직업으로만 자신을 정의하지 않고, 직업이나 일을 넘어 삶의 모든 측면을 포괄하는 총체적인 자기동일성을 추구하기로 선택한다. 반면에 자신의 자기동일성이 직업에 크게 의존하는 개인은 선택한 일을 수행할 수 없게 되면 위기를 경험할 수 있다. 따라서 직업적 자기동일성은 변화하는 상황 속에서 적응과 연속성을 모두 보장하는 능동적이고 적응 가능한 과정을 필요로 한다.

## 자기동일성 개념을 형성하는 요인
개인의 독특하고 고유한 특성으로서의 현대적인 개인 자기동일성 개념은 1900년대 초 여권의 등장과 함께 비교적 최근에 역사적으로 발전했으며, 이후 1950년대에 사회 과학 용어로 더 인기를 얻게 되었다. 여러 요인이 그 진화에 영향을 미쳤으며, 다음을 포함한다.
1. 개신교의 영향: 서구 사회에서 개신교 전통은 개인의 영혼 또는 영적 안녕에 대한 책임을 강조하여 개인 자기동일성에 대한 관심이 고조되었다.
2. 심리학의 발전: 19세기에 별개의 지식 및 연구 분야로 심리학이 등장하면서 자기동일성에 대한 우리의 이해를 형성하는 데 중요한 역할을 했다.
3. 사생활의 부상: 르네상스 시대에는 사생활에 대한 인식이 커지면서 개인의 자기동일성에 대한 관심과 중요성이 증대되었다.
4. 직업의 전문화: 산업 시대에는 봉건 사회의 비분화된 역할에서 전문화된 근로자 역할로 전환되었다. 이러한 변화는 개인이 자신의 직업과 관련하여 자신을 식별하는 방식에 영향을 미쳤다.
5. 직업과 자기동일성: 직업을 자기동일성의 중요한 측면으로 보는 개념은 1999년 크리스티안센이 도입했으며, 고용과 직무 역할이 개인의 자아 인식에 미치는 영향을 강조했다.[72][73]
6. 성정체성에 대한 집중: 성별 불쾌감 및 트랜스젠더 경험과 관련된 문제를 포함하여 성정체성에 대한 강조가 증가했다. 이러한 논의는 다양한 성적 자기동일성을 포함한 다양한 자기동일성에 대한 더 넓은 이해에 기여했다.[74][75]
7. 인격 병리에서의 자기동일성의 관련성: 인격 병리의 이해 및 평가는 개인의 심리적 안녕을 이해하는 데 있어 자기동일성 문제의 중요성을 강조했다.[76][77]

## 같이 보기
- 정체성 정치
- 자기의식
- 사회 낙인